# City Slickers – Jakten på det försvunna leendet
City Slickers – Jakten på det försvunna leendet (originaltitel: City Slickers) är en amerikansk western-komedi från 1991 i regi av Ron Underwood, med Billy Crystal, Daniel Stern och Bruno Kirby i huvudrollerna. Filmen hade Sverigepremiär den 15 november 1991.

## Handling
Mitch Robbins (Billy Crystal) har precis fyllt 39 år och är mitt i en medelålderskris. Hans bästa vänner är Phil (Daniel Stern), som arbetar i sin svärfars butik och har ett hopplöst äktenskap, och Ed (Bruno Kirby) som är en framgångsrik affärsman och som nyligen gift sig. Trots sin framgång känner Ed att hans äktenskap är monotont och känner pressen från sin fru att skaffa barn. För att komma ifrån lite så bjuder Ed ofta sina vänner på olika äventyr som inte alltid uppskattas av Mitch. Men på Mitchs födelsedag har Ed och Phil en gemensam present till Mitch; två veckors boskapsdrivning för alla tre i New Mexico. Mitch accepterar gåvan och de tre reser till New Mexico för att "leka" cowboys under ett par veckor. Men väl framme stöter de på Curly Washburn (Jack Palance), en äkta och tuff cowboy av den gamla sorten.

## Medverkande (i urval)
| Billy Crystal    | – Mitch Robbins   |
| Daniel Stern     | – Phil Berquist   |
| Bruno Kirby      | – Ed Furillo      |
| Patricia Wettig  | – Barbara Robbins |
| Helen Slater     | – Bonnie Rayburn  |
| Jack Palance     | – Curly Washburn  |
| Noble Willingham | – Clay Stone      |
| Tracey Walter    | – Cookie          |
| Josh Mostel      | – Barry Shalowitz |
| David Paymer     | – Ira Shalowitz   |
| Jeffrey Tambor   | – Lou             |
| Lindsay Crystal  | – Holly Robbins   |
| Jake Gyllenhaal  | – Danny Robbins   |

## Om filmen
- Jack Palance, som spelade Curly Washburn, erhöll en Oscar för bästa manliga biroll för sin insats i filmen.
- Filmen spelades in i Abiquiu, Nambe, Santa Clara och Santa Fe i New Mexico, Culver City och Los Angeles International Airport, Los Angeles i Kalifornien, New York, Durango i Colorado samt i Pamplona, Spanien.
- Berättelsen som Mitch Robbins (Billy Crystal) berättar om som sin "bästa dag", om att gå på en baseballmatch tillsammans med sin far och se New York Yankees, är en sann historia från Crystals egen barndom.
- Hästen som Billy Crystal rider på i filmen heter Beach Nut. Crystal gillade hästen så mycket att han köpte den efter filminspelningen. Och det är även samma häst som Crystal rider på i uppföljaren City Slickers II – Jakten på Curlys guld (1994).